# Chivatá
Chivatá es un municipio colombiano, ubicado en la provincia del Centro del departamento de Boyacá. El territorio del municipio se halla sobre el altiplano Cundiboyacense. Dista 6 km de la ciudad de Tunja y hace parte de su área metropolitana.

## Toponimia
El topónimo Chivatá, en muysc cubun (idioma muisca), significa «nuestra labranza». El primer cacique de la comunidad se llamó Chipatae y de ahí deriva el nombre de la población.

## Historia
En la época precolombina, el territorio del actual municipio de Chivatá estuvo habitado por los muiscas. Durante la el virreinato, fue uno de los municipios de más alto potencial agrícola por su cercanía a Tunja, lo que hizo de él un territorio importante en las encomiendas. En el año de 1556 se establecieron los padres dominicos, primera comunidad evangelizadora en el municipio. El primer comendador se llamó Pedro Bravo, famoso por ser degollado en 1571 al descubrirse su culpabilidad en el asesinato del señor Jorge Voto, exesposo de Inés de Hinojosa.
Los nombres de los corregidores que tuvo Chivatá son: Joaquín de Ascursa, Antonio Calderón, Javier Ignacio Barragán, José Gregorio Márquez, que fueron nombrados desde España por Carlos, rey de Castilla, y que a su vez ellos dirigían algunos poblados cercanos. La iglesia fue construida por Agustín Alvarado.
En 1814, la Provincia de Tunja se dividió en cinco departamentos, Chivatá era parte del Departamento de Occidente, convirtiéndose en su capital. 
Simón Bolívar pasó por Chivatá cuando se dirigía hacia las batallas del Puente de Boyacá y del Pantano de Vargas.
Chivatá, para el año 1942, según el Congreso, fue considerado un municipio del cantón de Tunja; luego se convirtió en corregimiento y finalmente en municipio para el año de 1976.

## Geografía

### Límites
Chivatá está delimitado por los siguientes municipios:
| Noroeste: Oicatá | Norte: Oicatá  | Nordeste: Toca     |
| Oeste: Tunja     |                | Este: Toca         |
| Suroeste: Soracá | Sur: Siachoque | Sureste: Siachoque |

### Organización territorial
Chivatá es un municipio dividido en seis veredas: El Moral (Moral Sur), Las Minas (Moral Norte), Pontezuela, Ricayá Norte, Ricayá Sur y Siatoca

### Clima
Chivatá es un municipio ubicado a 6 km de la ciudad de Tunja, con 4.977 habitantes; cuenta con 50 km² de área, a una altitud de 2900 m s. n. m. Su temperatura varía entre los 11 °C y los 14 °C. El Altiplano Central donde se encuentra ubicado el municipio es de menor lluviosidad, con promedios anuales del orden de 1000 mm, y las vertientes altas en ambos flancos de la Cordillera Oriental, con promedios anuales inferiores a 2.500 mm; el altiplano central presenta un régimen de lluvias caracterizado por dos períodos que se presentan entre abril y junio, y octubre y noviembre; el resto del año se considera como período seco aun cuando se presentan lluvias aisladas.

## Economía
La población de Chivatá se desempeña principalmente en agricultura y ganadería. Su producción agrícola se basa en el cultivo de avena, soya y trigo (destinado a alimentación vacuna y porcina). Se crían especies menores como conejos, codornices, en algunas zonas cría de ovejas. La siembra de otras variedades de alimentos como lechuga, tallos, zanahorias, tomate, habichuela, coliflor es limitada debido a las constantes sequías y la escasez de fuentes de agua. Unas pocas quebradas y pozos surten a la población y la deforestación es reinante en la zona.
La vereda El Moral del municipio de Chivatá, situada en un piso térmico frío, posibilita una serie de cultivos tales como la arveja, el haba, el maíz, la cebada, el trigo, y por supuesto la papa, así como la cría de ganado lanar, porcino, aves de corral, que son comercializados en los mercados de poblaciones aledañas. 
Otra de las actividades importantes es la explotación minera del carbón y la alfarería destinada a la fabricación de ladrillos para la construcción, que son las principales fuentes de empleo del municipio.
Por lo general este municipio cuenta con zonas alejadas y de difícil acceso. Los conocimientos e innovaciones en materia alimentaria tardan en llegar, por lo tanto, los conocimientos ancestrales se mantienen casi intactos en lo que a preparación de alimentos se refiere.

### Medio ambiente
Chivatá fue una de las encomiendas más productivas del Nuevo Reino de Granada. Dicho fenómeno es el responsable de la gran deforestación, fueron disminuyendo las fuentes de agua. Cambios en los patrones climáticos como el viento, la lluvia sumado a la forma de agricultura rudimentaria y los cultivos repetitivos están ocasionando la eliminación de la capa de humus, necesaria para la obtención de buenas cosechas y hoy son las causantes de la erosión y el resecamiento de los suelos disponibles para cultivo. La cantidad de suelo disponible para cultivo es de aproximadamente un cuarto de fanegada por familia.

## Movilidad
La principal vía de acceso al municipio viene desde Tunja y hace parte del Anillo Turístico Las Hinojosa, fomentado por la gobernación de Boyacá a mediados de la década de los años 2000. Aunque cuenta con tramos de excelente accesibilidad, el abandono estatal y el sobreuso por parte de vehículos pesados ha destruido gran parte de esta malla vial.

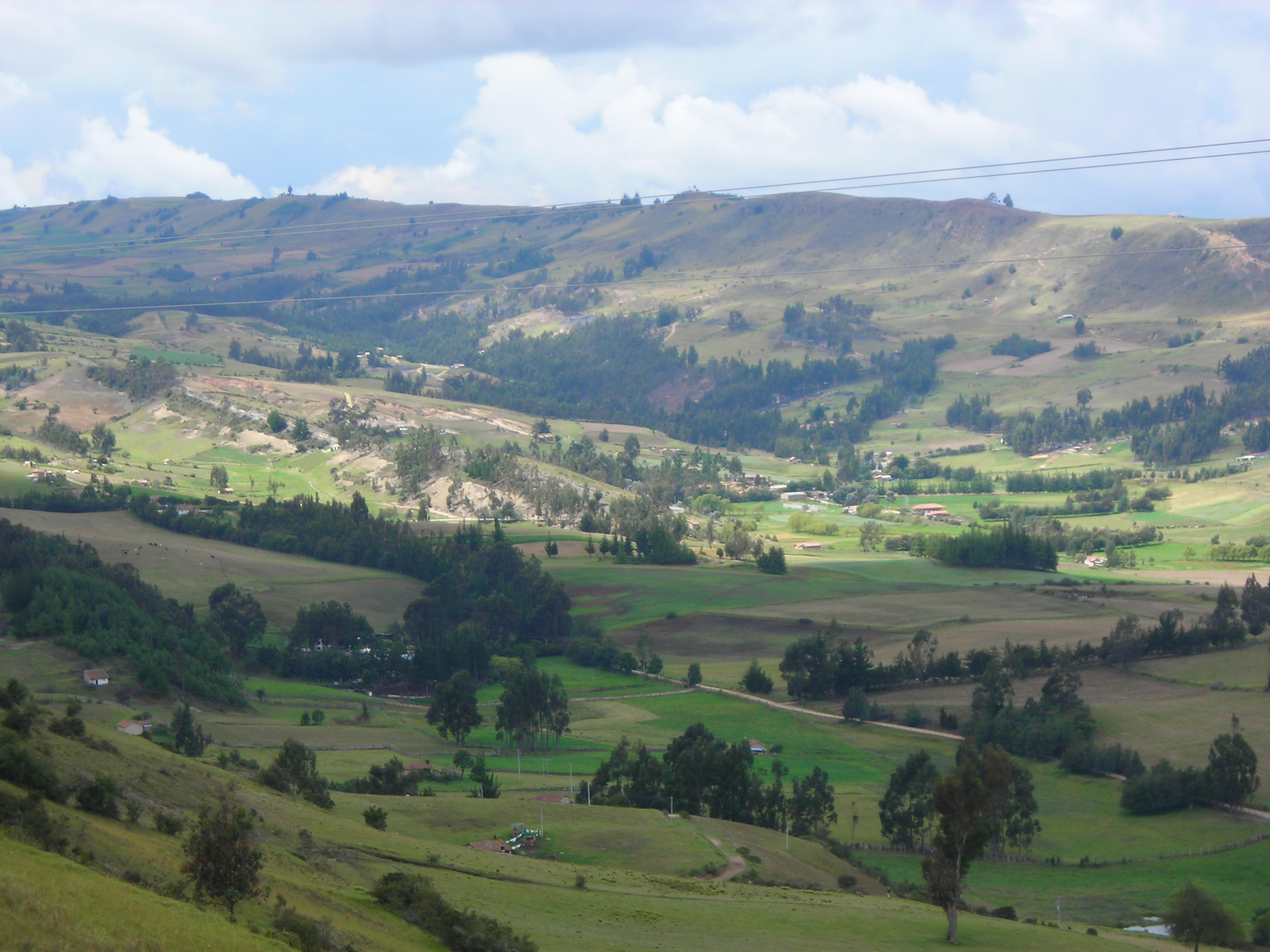
Vista del sector rural de Chivatá.
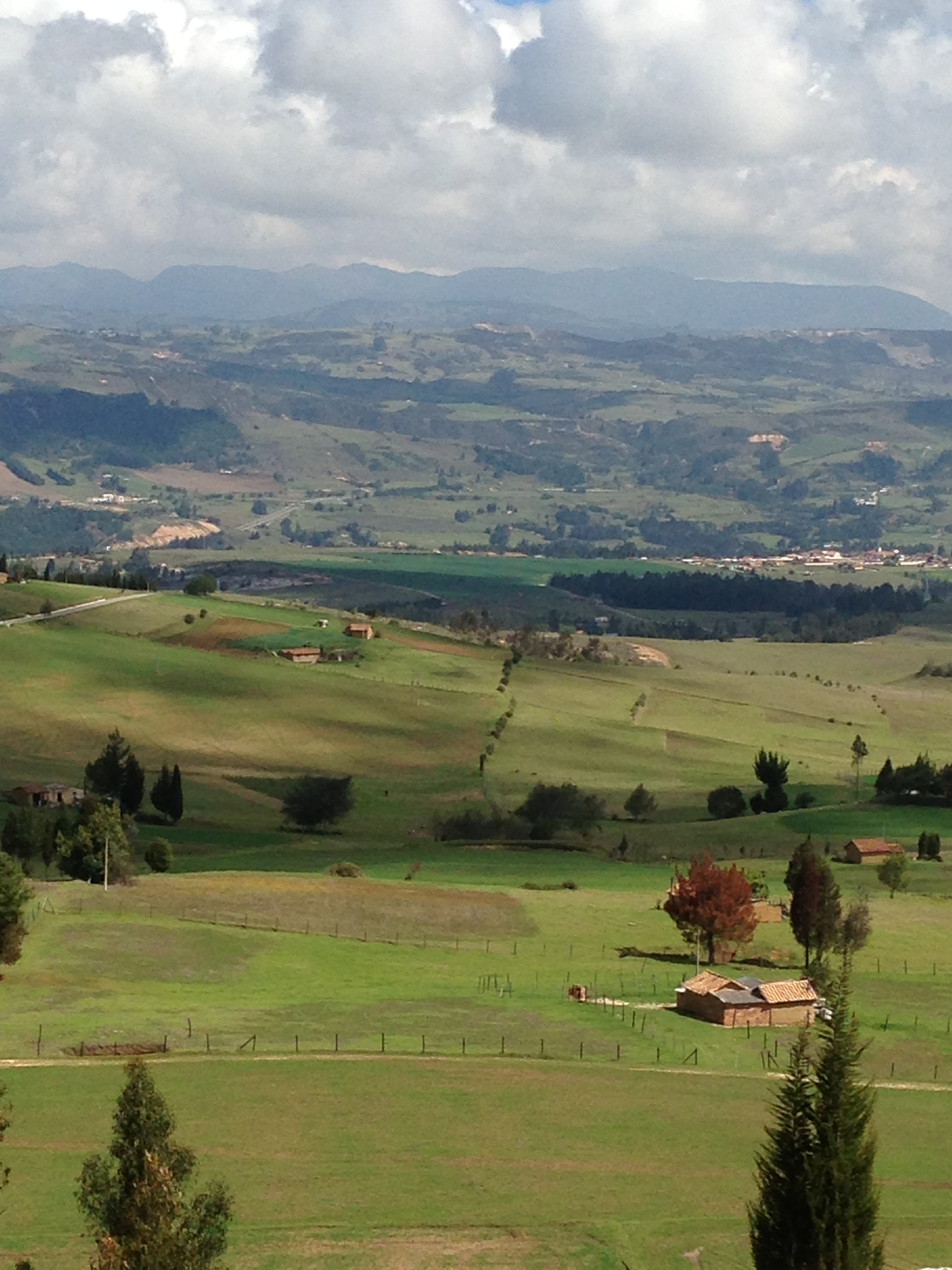
Paisaje de la geografía chivatense.
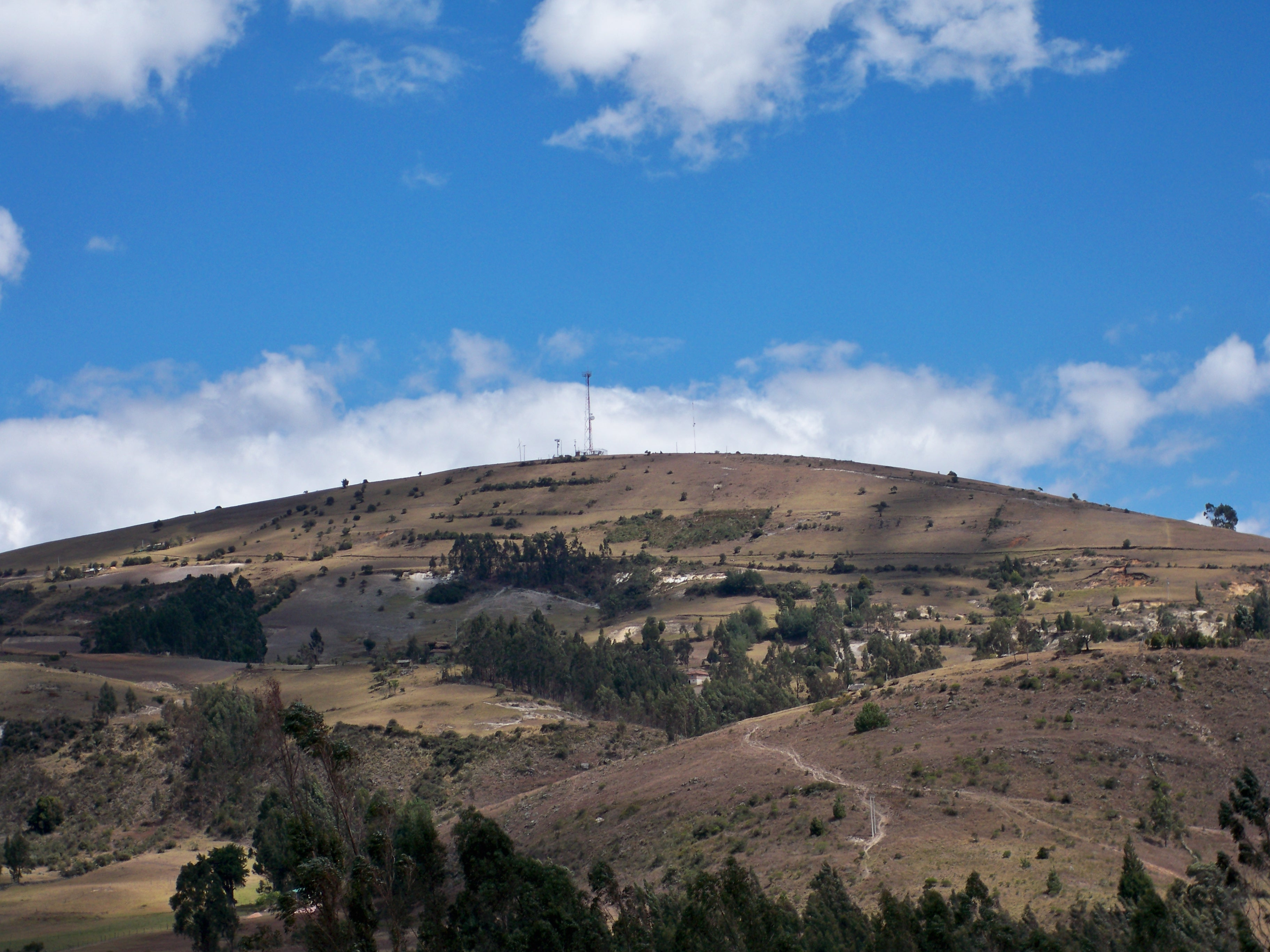
Loma de Rátiva, vista desde Oicatá.
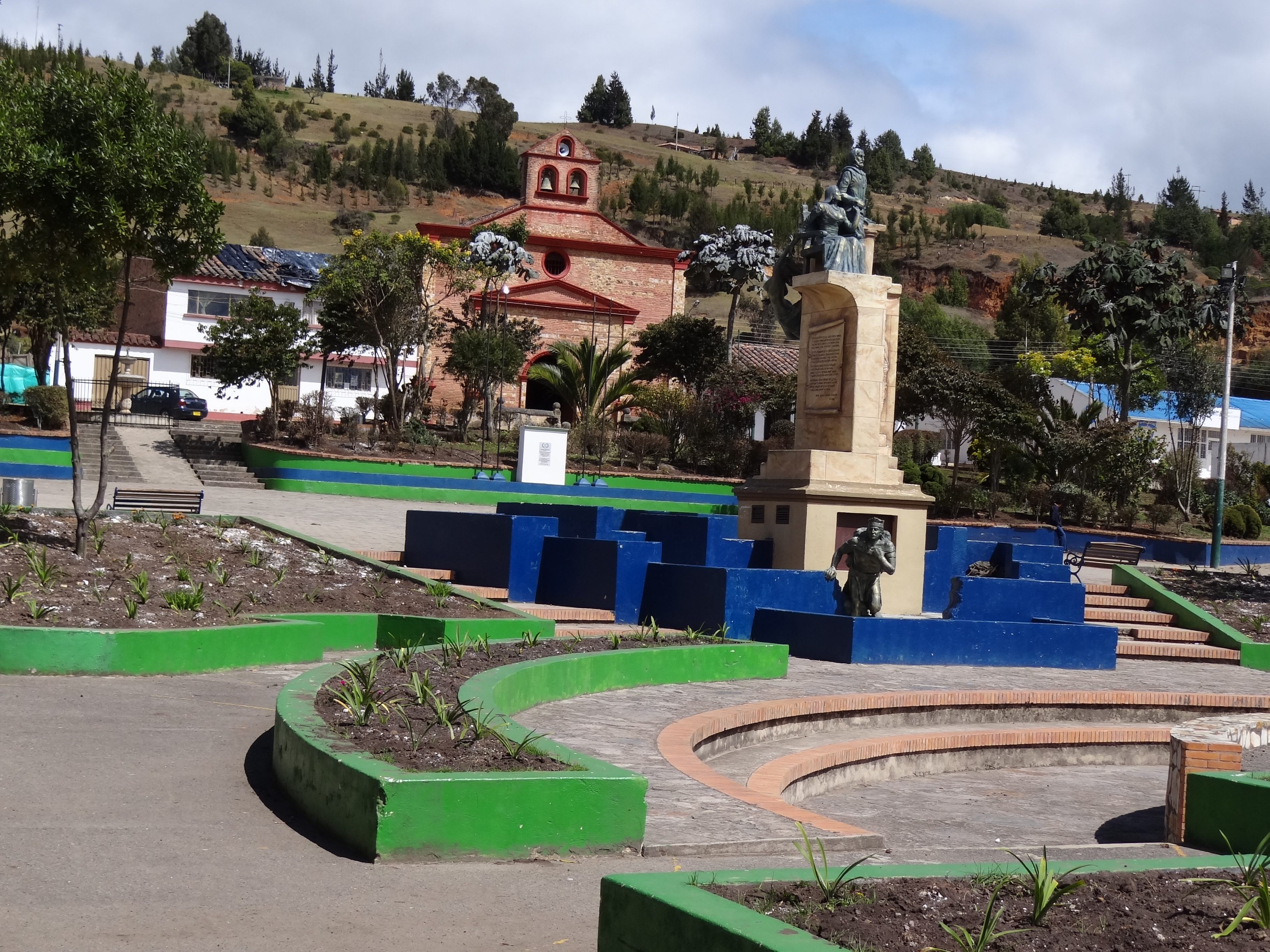
Parque principal de Chivatá.